# Monika Baumgartner
Monika Baumgartner (Monaco di Baviera, 19 luglio 1951) è un'attrice e regista tedesca.

## Biografia
Monika Baumgartner è figlia di Gertrud Baumgartner (* 1927 o 1928) e di Friedrich Baumgartner di Monaco. Ha una sorella e un fratello Bruder.
Dopo gli studi dal 1969 al 1972 alla Otto-Falckenberg-Schule viene ingaggiata nel 1973 al Nationaltheater Mannheim. Dal 1983 al 1986 è membro della Münchner Kammerspiele.
Dagli anni '70 interpreta diversi ruoli in film e telefilm come L'ispettore Derrick, Unsere schönsten Jahre, Zur Freiheit, Polizeiinspektion 1, Der Millionenbauer, München 7, Meister Eder und sein Pumuckl, Tatort, Die Rosenheim-Cops, Der Alte, Un caso per due, SOKO 5113, Der ganz normale Wahnsinn, Der Bulle von Tölz e Der Komödienstadel.
Monika Baumgartner dal 2012 è membro del 15° Bundesversammlung, eletta tra i Verdi.
Baumgartner vive a Gröbenzell e a Monaco.

## Onorificenze

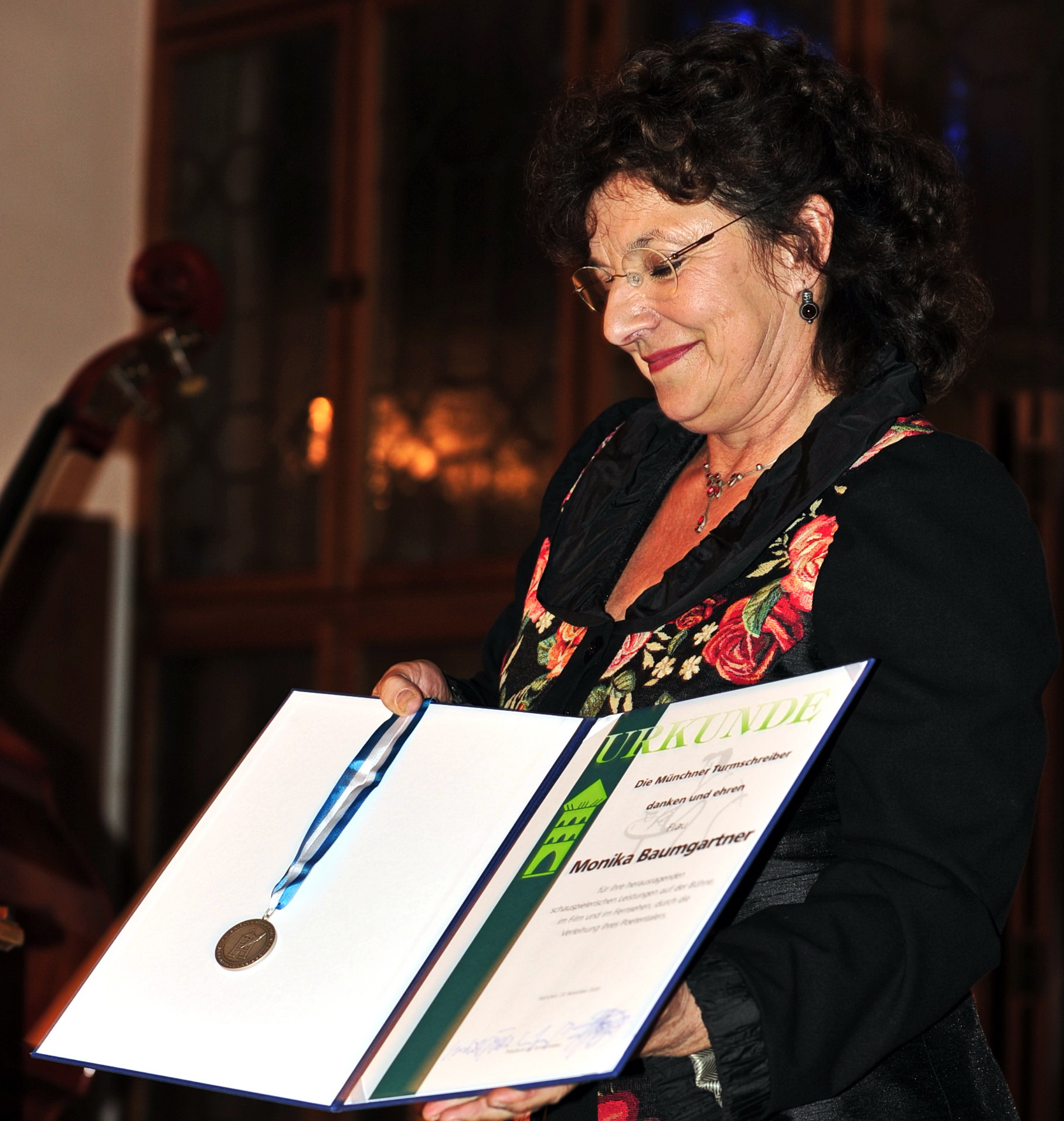
Monika Baumgartner, Bayerischer Poetentaler

- 1981: AZ-Stern der Woche del Abendzeitung per il film TV Die Rumplhanni
- 1985: tz-Rosenstrauss des Jahres della Münchner Tz come miglior attrice teatrale di Bauernsterben al Münchner Kammerspielen
- 1986: tz-Rose della Münchner Tz per il ruolo Grete Hinkemann in Der Nusser al Bayerischen Staatsschauspiel München
- 1996: Bayerischer Fernsehpreis per il ruolo di Anni in Sau sticht
- 2002: AZ-Stern des Jahres del Abendzeitung per il ruolo in Der Tod ist kein Beweis
- 2009: Bayerischer Poetentaler
- 2011: Bayerischer Verdienstorden
- 2014: Oberbayerischer Kulturpreis[10]
- 2018: Kulturerbe-Bayern-Botschafterin[11]

## Opere
- Alles eine Frage der Einstellung: Mein Leben zwischen Berg und Tal. Knaur, München 2020, ISBN 978-3-426-21469-5.